# Formation de Djadokhta
La Formation de Djadokhta (ou Djadochta) est une formation géologique datant de la fin du Crétacé supérieur, composante du bassin de Nemegt en Mongolie, dans la partie nord-ouest du désert de Gobi.

## Historique
Elle a été découverte en 1922 par une expédition conduite par Roy Chapman Andrews. Son âge n'est pas clairement établi ; il se place entre le Santonien terminal et le Campanien supérieur, soit il y a environ entre 84 et 72 Ma (millions d'années). Une datation paléomagnétostratigraphique « préliminaire », par Dashzeveg et al. 2005 citée par Bolortsetseg Minjin indique un âge Campanien supérieur pour la formation.
La localité type est le célèbre site des Flaming Cliffs (« falaises flamboyantes »), connues localement sous le nom de Bayanzag (« riche en Haloxylon ») ou Oulan-Ereg (« falaises rouges »).

Les Flaming Cliffs.

## Environnement actuel
La région où affleure la formation de Djadokhta est constituée d'un habitat aride fait de dunes de sable, d'un peu d'eau douce dans les oasis et les arroyos. Le climat actuel dans la plupart des sites de la Formation de Djadokhta diffère peu de ce qu'il était il y a quelque 80 millions d'années, sauf qu'il est un peu plus chaud et peut-être un peu moins aride. Cela témoigne du fait que l'endroit a longtemps été loin de toute source importante d'évaporation car peu de précipitations y tombent ou y arrivent, bien avant même que l'Himalaya ne se soulève et empêche l'arrivée des nuages sur l'actuel désert de Gobi.

## Géologie etpaléoenvironnement
La formation est constituée de grès et de grès calcaires rouges ou blanc-jaunâtre, concrétionnés, déposés dans un environnement continental de climat semi-aride avec des sédiments de type éolien (dunes de sable) ou fluviatile (alluvions) dans des réseaux temporaires de rivières en tresse. Dans ces grès s'intercalent des passées de conglomérats et de calcaires fins.
Ce paysage de steppe semi-aride était drainé par des cours d'eau intermittents et subissait de temps en temps des tempêtes de poussière et de sable, favorables à une enfouissement rapide et à une fossilisation des animaux piégés. L'humidité était saisonnière. Les animaux présents comprenaient des tortues terrestres et des crocodiliens, des lézards, des mammifères et des dinosaures variés. Il n'y avait pas d'animaux aquatiques : on n'y trouve notamment aucun poisson ce qui témoigne du caractère intermittent des cours d'eau. La majorité de la faune était de taille petite à moyenne.
|                  | Formations géologiques   | Étages                                     | Datations en Ma |
| ---------------- | ------------------------ | ------------------------------------------ | --------------- |
| Crétacé terminal | Formation de Nemegt      | Maastrichtien inférieur                    | 69 à 71 Ma      |
| Crétacé terminal | Formation de Barun Goyot | Maastrichtien basal                        | 71 à 72 Ma      |
| Crétacé terminal | Formation de Djadokhta   | ? Santonien terminal à Campanien supérieur | 72 à 84 Ma ,    |

## Paléontologie
Les principales découvertes de fossiles sur le site ont été les premiers œufs de dinosaures (un embryon, probablement d’Oviraptor) et plusieurs dinosaures notamment Protoceratops, Pinacosaurus et Velociraptor.
La faune de la formation de Djadokhta est très similaire à celle de la formation de Bayan Mandahu située à environ 300 kilomètres plus au sud-est en Chine (Mongolie-Intérieure). Les deux sites partagent un grand nombre de mêmes genres, mais ils diffèrent en matière d'espèces. Par exemple, le mammifère le plus commun dans le Djadokhta est Kryptobaatar dashzevegi, tandis que dans le Bayan Mandahu, c'est le Kryptobaatar mandahuensis étroitement lié. De même, la faune de dinosaures de la formation de Djadokhta comprend Protoceratops andrewsi et Velociraptor mongoliensis, celle du Bayan Mandahu Protoceratops hellenikorhinus et Velociraptor osmolskae.
Il est probable que la formation de Bayan Mandahu, un peu plus jeune, peut-être d'un million années, regroupe des animaux dérivés, peut-être les descendants directs de leurs homologues de Djadokhta.

## Faune de la formation de Djadokhta

### Crocodylomorphes
| Crocodylomorphes de la Formation de Djadochta | Crocodylomorphes de la Formation de Djadochta | Crocodylomorphes de la Formation de Djadochta | Crocodylomorphes de la Formation de Djadochta | Crocodylomorphes de la Formation de Djadochta | Crocodylomorphes de la Formation de Djadochta | Crocodylomorphes de la Formation de Djadochta |
| Genre                                         | Espèce                                        | Lieu                                          | Position stratigraphique                      | Matériau                                      | Notes                                         |                                               |
| --------------------------------------------- | --------------------------------------------- | --------------------------------------------- | --------------------------------------------- | --------------------------------------------- | --------------------------------------------- | --------------------------------------------- |
| Gobiosuchus                                   | G. kielanae                                   |                                               |                                               |                                               | un gobisuchidé.                               |                                               |
| Shamosuchus                                   | S. djadochtaensis                             |                                               |                                               |                                               | Un mésoeucrocodylien.                         |                                               |
| Zaraasuchus                                   | Z. shepardi                                   |                                               |                                               |                                               | Un gobisuchidé.                               |                                               |
| Zosuchus                                      | Z. davidsoni                                  |                                               |                                               |                                               | Un crocodyliforme primitif.                   |                                               |

### Lézards
| Lézards de la Formation de Djadochta | Lézards de la Formation de Djadochta | Lézards de la Formation de Djadochta | Lézards de la Formation de Djadochta | Lézards de la Formation de Djadochta | Lézards de la Formation de Djadochta | Lézards de la Formation de Djadochta | Lézards de la Formation de Djadochta |
| Genre                                | Espèce                               | Lieu                                 | Position stratigraphique             | Matériau                             | Notes                                | Images                               |                                      |
| ------------------------------------ | ------------------------------------ | ------------------------------------ | ------------------------------------ | ------------------------------------ | ------------------------------------ | ------------------------------------ | ------------------------------------ |
| Aiolosaurus                          | A. oriens                            |                                      |                                      |                                      |                                      |                                      |                                      |
| Anchaurosaurus                       | A. gilmorei                          |                                      |                                      |                                      | Un iguane primitif.                  |                                      |                                      |
| Estesia                              | E. mongoliensis                      |                                      |                                      |                                      | Un anguimorphe.                      |                                      |                                      |
| Gobiderma                            | G. pulchra                           |                                      |                                      |                                      | Un anguimorphe.                      |                                      |                                      |
| Mimeosaurus                          | M. crassus                           |                                      |                                      |                                      | Un agamidé.                          |                                      |                                      |
| Pleurodontagama                      | P. aenigmatodes                      |                                      |                                      |                                      | Un agamidé.                          |                                      |                                      |
| Priscagama                           | P. gobiensis                         |                                      |                                      |                                      | Un agamidé.                          |                                      |                                      |
| Xihaina                              | X. aquilonia                         |                                      |                                      |                                      | Un iguane primitif.                  |                                      |                                      |

### Mammifères
| Mammifères de la Formation de Djadochta | Mammifères de la Formation de Djadochta | Mammifères de la Formation de Djadochta | Mammifères de la Formation de Djadochta | Mammifères de la Formation de Djadochta | Mammifères de la Formation de Djadochta                               | Mammifères de la Formation de Djadochta |
| Genre                                   | Espèce                                  | Lieu                                    | Position stratigraphique                | Matériau                                | Notes                                                                 | Images                                  |
| --------------------------------------- | --------------------------------------- | --------------------------------------- | --------------------------------------- | --------------------------------------- | --------------------------------------------------------------------- | --------------------------------------- |
| Bulganbaatar                            | B. nemegtbaataroides                    |                                         |                                         |                                         | Un marsupial.                                                         |                                         |
| Deltatheridium                          | D. pretrituberculare                    |                                         |                                         |                                         | Un marsupial.                                                         |                                         |
| Deltatheroides                          | D. cretacicus                           |                                         |                                         |                                         | Un marsupial.                                                         |                                         |
| Hyotheridium                            | H. dobsoni                              |                                         |                                         |                                         | Un thérien de classification inconnue.                                |                                         |
| Kamptobaatar                            | K. kuczynskii                           |                                         |                                         |                                         | Un multituberculé.                                                    |                                         |
| Kennalestes                             | K. gobiensis                            |                                         |                                         |                                         | Un placentaire. Également présent dans la Formation de Bayan Mandahu. |                                         |
| Kryptobaatar                            | K. dashzevegi                           | - Ukhaa Tolgod - Zos Wash               |                                         |                                         | Un multituberculé, le mammifère le plus courant de cette formation.   |                                         |
| Zalambdalestes                          | Z. lechei                               | - Ukhaa Tolgod - Zos Wash               |                                         |                                         | Un placentaire.                                                       |                                         |

### Ornithischiens
Un hadrosaure de classification incertaine a été trouvé dans la formation.
| Ornithischiens de la Formation de Djadochta | Ornithischiens de la Formation de Djadochta | Ornithischiens de la Formation de Djadochta              | Ornithischiens de la Formation de Djadochta | Ornithischiens de la Formation de Djadochta                           | Ornithischiens de la Formation de Djadochta | Ornithischiens de la Formation de Djadochta |
| Genre                                       | Espèce                                      | Lieu                                                     | Position stratigraphique                    | Matériau                                                              | Notes                                       | Images                                      |
| ------------------------------------------- | ------------------------------------------- | -------------------------------------------------------- | ------------------------------------------- | --------------------------------------------------------------------- | ------------------------------------------- | ------------------------------------------- |
| Pinacosaurus                                | P. grangeri                                 | - Bayan Dzak - Ukhaa Tolgod                              |                                             | Un ankylosauridé.                                                     |                                             |                                             |
| Pinacosaurus                                | P. mephistocephalus                         | - Bayan Mandahu                                          |                                             |                                                                       |                                             |                                             |
| Pinacosaurus                                | Indéterminé                                 | - Tugriken Shireh                                        |                                             | Un ankylosauridé.                                                     |                                             |                                             |
| Protoceratops                               | P. andrewsi                                 | - Bayan Dzak - Tugriken Shireh - Ukhaa Tolgod - Zos Wash |                                             | Un protocératopsidé.                                                  |                                             |                                             |
| Protoceratops                               | P. hellenikorhinus                          | - Bayan Mandahu                                          |                                             |                                                                       |                                             |                                             |
| Protoceratops                               | Indéterminé                                 | - Ukhaa Tolgod                                           |                                             | Un protocératopsidé.                                                  |                                             |                                             |
| Protoceratops                               | Indéterminé                                 | - Flaming Cliffs                                         |                                             | Un squelette de jeune Protoceratops, associé à son empreinte de pied. |                                             |                                             |

### Saurischiens
Un sauropode de classification incertaine a été trouvé dans la formation.
| Saurischiens de la Formation de Djadochta | Saurischiens de la Formation de Djadochta | Saurischiens de la Formation de Djadochta | Saurischiens de la Formation de Djadochta                                       | Saurischiens de la Formation de Djadochta                      | Saurischiens de la Formation de Djadochta | Saurischiens de la Formation de Djadochta |
| Genre                                     | Espèce                                    | Lieu                                      | Position stratigraphique                                                        | Matériau                                                       | Notes                                     | Images                                    |
| ----------------------------------------- | ----------------------------------------- | ----------------------------------------- | ------------------------------------------------------------------------------- | -------------------------------------------------------------- | ----------------------------------------- | ----------------------------------------- |
| Apsaravis                                 | A. ukhaana                                | - Ukhaa Tolgod                            | Squelette partiel sans crâne."                                                  | Un ornithuriné primitif trouvé seulement dans cette formation. |                                           |                                           |
| Archaeornithoides                         | A. deinosauriscus                         | - Bayn Dzak                               | Crâne partiel                                                                   | Un coelurosaurien de relation incertaine                       |                                           |                                           |
| Byronosaurus                              | B. jaffei                                 | - Ukhaa Tolgod                            | "Un crâne et une partie du reste du squelette, [et un] fragment de crâne."      | Un troodontidé                                                 |                                           |                                           |
| Citipati                                  | C. osmolskae                              | - Ukhaa Tolgod                            | "Un squelette avec crâne, un squelette partiel sans crâne, d'embryon à adulte." | Un oviraptoridé trouvé en train de couver.                     |                                           |                                           |
| Citipati                                  | Citipati sp.                              | - Zamyn Khondt                            |                                                                                 | Un oviraptoridé avec sa grande crête distinctive.              |                                           |                                           |
| Halszkaraptor                             | H. escuiliei.                             |                                           | Un squelette complet                                                            | Un dromaeosauridé halszkaraptoriné semi-aquatique.             |                                           |                                           |
| Khaan                                     | K. mckennai                               | - Ukhaa Tolgod                            | "3 squelettes avec crâne."                                                      | Un oviraptoridé.                                               |                                           |                                           |
| Kol                                       | K. ghuva                                  | - Ukhaa Tolgod                            |                                                                                 | Un alvarezsauridé.                                             |                                           |                                           |
| Mahakala                                  | M. omnogovae                              | - Tugriken Shireh                         |                                                                                 | Un dromaeosauridé                                              |                                           |                                           |
| Oviraptor                                 | O. philoceratops                          | - Bayan Dzak                              | "Un squelette partiel avec crâne"                                               | Un oviraptoridé.                                               |                                           |                                           |
| ?Parvicursor                              | Indéterminé                               | - Tugriken Shireh                         |                                                                                 | Un alvarezsauridé.                                             |                                           |                                           |
| Quaesitosaurus                            | Q. orientalis                             |                                           | "Crâne partiel."                                                                |                                                                |                                           |                                           |
| Saurornithoides                           | S. mongoliensis                           | - Bayan Dzak                              | "Crâne avec une partie du reste du squelette"                                   | Un troodontidé.                                                |                                           |                                           |
| Shuvuuia                                  | S. deserti                                | - Ukhaa Tolgod - Zos Wash                 | "Un squelette avec son crâne."                                                  | Un alvarezsauridé                                              |                                           |                                           |
| Tyrannosauridae indet.                    | Indéterminé                               | - Bayan Dzak - Bayan Mandahu,             |                                                                                 | Un tyrannosauridé peut-être un Tarbosaurus.                    |                                           |                                           |
| Tsaagan                                   | T. mangas                                 | - Ukhaa Tolgod                            |                                                                                 | Un dromaeosauridé                                              |                                           |                                           |
| Velociraptor                              | V. mongoliensis                           | - Bayan Dzak - Tugriken Shireh            |                                                                                 | Un dromaeosauridé.                                             |                                           |                                           |
| Dromaeosauridé sans nom                   | Sans nom                                  | - Zos Wash                                |                                                                                 |                                                                |                                           |                                           |
| Un troodontidé sans nom                   | Sans nom, spécimen IGM 100/1005           | - Zos Wash                                |                                                                                 |                                                                |                                           |                                           |